# Syngamoptera angustifrontata
Syngamoptera angustifrontata är en tvåvingeart som beskrevs av Fan 1990. Syngamoptera angustifrontata ingår i släktet Syngamoptera och familjen husflugor. Inga underarter finns listade i Catalogue of Life.